# Entraînement aux compétences sociales
 (septembre 2015).
Si vous disposez d'ouvrages ou d'articles de référence ou si vous connaissez des sites web de qualité traitant du thème abordé ici, merci de compléter l'article en donnant les références utiles à sa vérifiabilité et en les liant à la section « Notes et références ».
Il s'agit de techniques issues des thérapies cognitivo-comportementales (TCC) visant l'amélioration des compétences sociales. Elles se pratiquent le plus souvent en groupe.
Les compétences sociales portent essentiellement sur la capacité à :
- exprimer ses émotions et sentiments,
- faire une demande,
- formuler un refus,
- exprimer une opinion,

tout en adoptant une position affirmée c'est-à-dire ni soumise ni agressive. Cette position contribuerait à l'établissement d'interactions sociales plus satisfaisantes que celles découlant de la manipulation mentale, de la soumission ou de l'hostilité.

## Procédure
La première étape est consacrée à la définition  avec le patient des situations dans lesquelles il est en difficulté. Par exemple : être incapable de refuser de prendre en charge le travail supplémentaire donné systématiquement par un collègue de peur de se brouiller avec lui.
La deuxième étape consistera à analyser de façon détaillée la séquence et les cognitions afférentes qui rendent la situation difficile ou insupportable pour le patient ("si je refuse il ne va plus me parler", ou "il va dire aux autres que je suis un paresseux", "il va penser que je suis trop lent" ou "je suis égoïste...).
La troisième étape conduira, un autre membre du groupe ou le patient, à jouer la séquence à partir des modifications suggérées ton de voix, révélation sur soi, verbalisation des émotions...

Après chaque essai le patient reçoit un retour du thérapeute sur les points positifs et les points à améliorer. 
Le patient pourra ensuite se risquer à expérimenter la position affirmée travaillée avec le thérapeute dans la situation réelle.

## Indications thérapeutiques
L'application de l'entraînement aux compétences sociales (devenu synonyme de l'affirmation de soi) pour aborder les situations interpersonnelles difficiles ; dépendance, conflits conjugaux,  agressivité brouille la spécificité de la méthode.  L'entraînement aux compétences sociales dans le cas de phobies sociales se révèle pertinent lorsque la faible performance du sujet trouve son origine non dans une difficulté d'actualisation de la compétence sociale mais dans un déficit de celles-ci. Ce qui est le cas de la plupart des patients souffrant d'une phobie sociale généralisée.